# Johan Peter Rehwinkel
Johan Peter Rehwinkel (Groningen, Països Baixos, el 19 de juny de 1964) és un polític neerlandès. Des del 12 de setembre de 2009 fins a l'1 de novembre de 2013 fou l'alcalde del municipi de Groningen. Abans fou alcalde de Naarden. A més, fou membre del Senat dels Estats Generals des del 2007 fins al seu nomenament com a alcalde de Groningen.